# 東京府警察
もしかして
- 警視庁 (内務省)

ではありませんか？